# Zdrężno (jezioro koło Rutkowa)
Zdrężno – jezioro w Polsce w województwie warmińsko-mazurskim, w powiecie mrągowskim, w gminie Piecki.

## Położenie
Jezioro leży na Pojezierzu Mazurskim, w mezoregionie Pojezierza Mrągowskiego. Jest połączone z jeziorem Dłużec poprzez ciek wodny. W okolicach brzegów położona jest osada Rutkowo.
Jezioro jest wykorzystywane gospodarczo przez Gospodarstwo Rybackie Mrągowo. Leży na terenie obwodu rybackiego Jeziora Białe w zlewni rzeki Pisa – nr 36.

## Morfometria
Według danych Instytutu Rybactwa Śródlądowego powierzchnia zwierciadła wody jeziora wynosi 6,9 ha. Średnia głębokość zbiornika wodnego to 2,0 m, a maksymalna – 7,0 m. Lustro wody znajduje się na wysokości 131,7 m n.p.m. Objętość jeziora wynosi 134,3 tys. m³.
Inne dane uzyskano natomiast poprzez planimetrię jeziora na mapach w skali 1:50 000 według Państwowego Układu Współrzędnych 1965, zgodnie z poziomem odniesienia Kronsztadt. Otrzymana w ten sposób powierzchnia zbiornika wodnego to 5 ha.